# Выпускные данные
Выпускные данные — часть выходных сведений печатного издания.
Размещаются на последней странице книги на месте исторического колофона. Согласно ГОСТу Р 7.0.4-2006 выпускные данные книжного издания содержат:
- дату подписания в печать;
- формат бумаги и долю листа;
- объем издания в условных печатных листах;
- тираж;
- номер заказа полиграфического предприятия;
- юридическое имя издателя и его адрес;
- юридическое имя полиграфического предприятия и его адрес.

Перед ними размещаются надвыпускные данные, в которые входят:
- заглавие серии;
- номер выпуска серии;
- вид издания по целевому назначению;
- полное имя автора (соавторов);
- заглавие издания;
- полное имя составителя (составителей).

По традиции (не регламентирован современным ГОСТом) после надвыпускных и перед выпускными данными приводят список лиц, принимавших участие в создании книги.
Где-то с конца 1940-х гг. в выпускных данных советских книг кроме количества условных печатных листов указывалось количество учётно-издательских листов. А примерно с начала 1980-х годов в советских и позднее в течение некоторого времени (в начале 1990-х годов) — в российских книгах в выпускных данных книги также указывалось количество условных краскооттисков.